# نادي سينسيناتي
نادي سينسيناتي لكرة القدم (بالإنجليزية: FC Cincinnati) هو نادي كرة قدم أمريكي أسس في 2015 في مدينة سينسيناتي
بولاية أوهايو انضم هذا النادي إلى الدوري الأمريكي لكرة القدم في سنة 2019.